# Lawi
Lawi (hebr.: לביא) – kibuc położony w samorządzie regionu Ha-Galil ha-Tachton, w Dystrykcie Północnym, w Izraelu.
Leży na wschód od Jeziora Tyberiadzkiego w Dolnej Galilei.
Członek Ruchu Religijnych Kibuców (Ha-Kibbuc ha-Dati).
Rabinem kibucu był Jehuda Gilad

## Historia
Kibuc został założony w 1949 przez religijną organizację młodzieżową z Wielkiej Brytanii.

## Gospodarka
Gospodarka kibucu opiera się na intensywnym rolnictwie. Z przemysłu znajduje się tutaj zakład produkujący meble dla synagog i hoteli, głównie dla potrzeb społeczności ortodoksyjnej. Dodatkowym źródłem dochodu jest turystyka.